# Dioscorea floribunda
Espèce
Synonymes
- Dioscorea barclayi R.Knuth

Dioscorea floribunda, l'igname médicinale ou sabot de mulet, est une espèce de plante à fleurs de la famille des Dioscoreaceae. On le trouve du centre du Mexique jusqu'au nord de l'Amérique centrale. Il est cultivé commercialement pour la production de diosgenine,

## Habitat
Un sol limoneux argileux bien drainé convient. Il peut être cultivé dans des conditions climatiques tropicales et subtropicales jusqu'à 1 500 m d'altitude.

## Multiplication
Il peut se propager par boutures de feuilles à un seul nœud ou par morceaux de tubercules.

#### Bases de référence
Pour Dioscorea floribunda: 
- (en) Catalogue of Life : Dioscorea floribunda M.Martens & Galeotti (consulté le 10 novembre 2023)
- (en) Tropicos : M.Martens & Galeotti   (+ liste sous-taxons) (consulté le 10 novembre 2023)
- Dioscorea floribunda sur GBIF
- Dioscorea floribunda sur POWO
- Dioscorea floribunda sur NCBI